# Egnacjusze

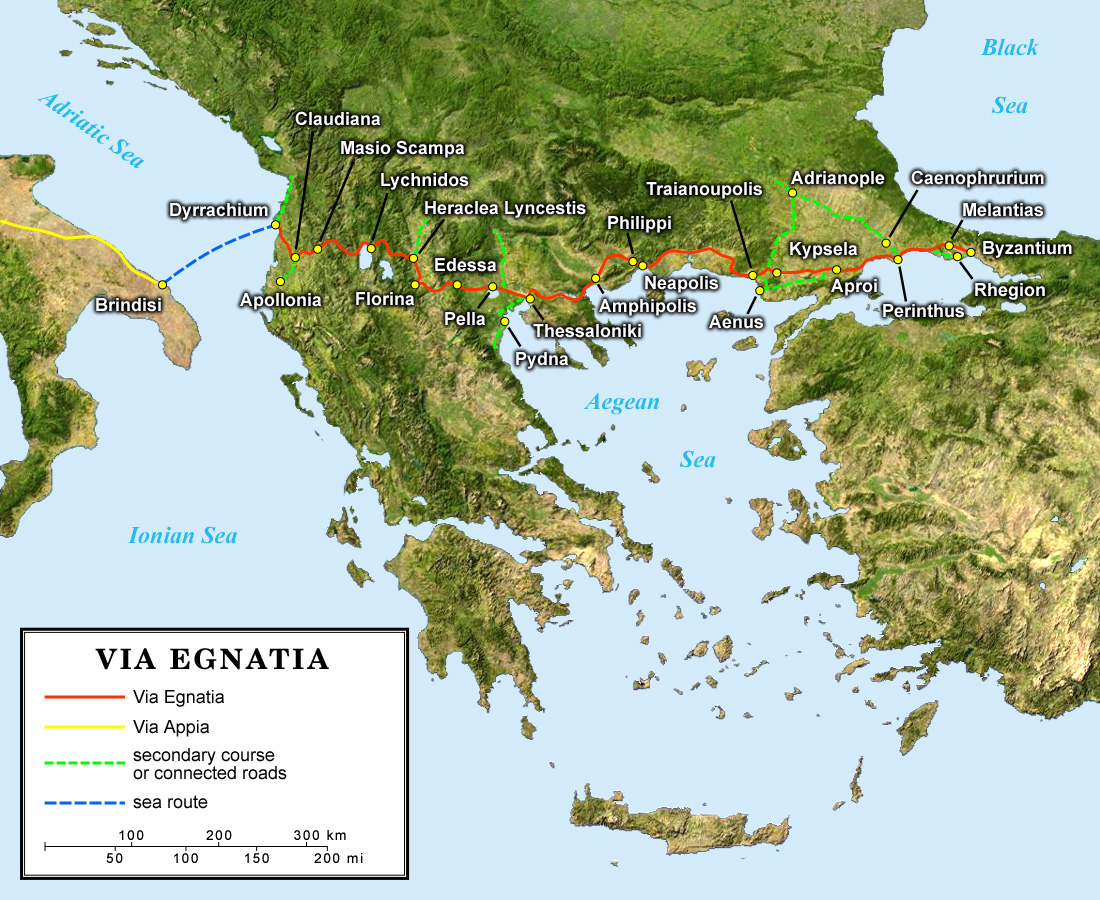
Via Egnatia zbudowana przez Cnaeusa Egnatiusa

Egnacjusze (gens Egnatia, Egnatii) – ród rzymski (gens) pochodzenia samnickiego. Przynajmniej niektórzy jego członkowie osiedlili się w Teanum. Prawdopodobnie pod koniec wojny ze sprzymierzeńcami większość z nich przeniosła się do Rzymu – wiadomo, że dwóch przyjęto do Senatu [Cic. Pro Cluent. 48]. Wydaje się jednak, że jedna z gałęźi rodu pozostała w Teanum – Cyceron w jednym z listów do Attyka [ad Att. VI 1] wymienia bowiem Egnatiusa Sidicinusa. 
Znamy następujące cognomina rodu: Celer, Maximus, Rupus i Veratius.   
Jest możliwe, że od tego nomen gentilicium pochodzą imiona Ignacy i Ignacja

## Osoby o imieniu Egnatius
1. Gellius Egnatius  – IV/III w. p.n.e. – wódz Samnitów, przywódca w trzeciej wojnie samnickiej.
2. Marius Egnatius  – I w. p.n.e. – uczestnik wojny ze sprzymierzeńcami.
3. Egnatius  – I w. p.n.e. – poeta.
4. Gnaeus Egnatius  – I w. p.n.e. – senator.
5. Egnatius  – I w. p.n.e. – syn Gnaeusa Egantiusa, senator
6. Egnatius  – I w. p.n.e. – towarzysz Krassusa w wyprawie przeciw Partom
7. Egnatius Sidicinus  – I w. p.n.e. – wymieniony przez Cycerona
8. Publius Egnatius Celer  – I w. n.e. – filozof ze szkoły stoickiej.

## Osoby o imieniu Egnatia
- Egnatia Maximilla